# 康沃爾郡 (牙買加)
康沃爾郡（英語：Cornwall County）是牙買加舊時的3個郡之一，位於該國西部，面積3,939.3平方公里，下分5個堂區，分別是汉诺威堂区、聖伊麗莎白堂區、聖詹姆斯堂區、特里洛尼堂區和威斯特摩蘭堂區，2001年人口600,581。
18°16′N 77°52′W / 18.27°N 77.86°W